# Satō Inoue
Satō Inoue (japanisch 井上 佐藤 Inoue Satō) ist eine japanische Mangaka. Ihre Serie 10 Dance! wurde in mehrere Sprachen übersetzt und soll verfilmt werden. 

## Werdegang und Werk
Das erste von Inoue veröffentlichte Buch war 2007 Endorphin Machine. Ihm folgten mehrere weitere Einzelbände. Ihre Geschichten sind stets romantische Komödien und Dramen um die Liebe zwischen Männern, sie sind daher auch in das Genre Boys Love einzuordnen. Inoues bisher am längsten laufende Serie ist 10 Dance!, die 2011 gestartet ist. Die Geschichte erzählt von zwei Turniertänzern, einer im Standardtanz und der andere im Lateinamerikanischen Tanz, die beim gemischten Tanzturnier „10 Dance“ antreten wollen. Sie trainieren gemeinsam und verlieben sich ineinander. Im Januar und März 2017 erschienen die ersten beiden Bände auf Deutsch bei Carlsen Manga, danach wurde die Veröffentlichung abgebrochen. In Japan verkaufte sich der dritte Band der Serie über 20.000 Mal und gelangte damit in die Manga-Verkaufscharts. Für 2025 ist eine Realverfilmung von 10 Dance auf Netflix angekündigt.

## Bibliografie (Auswahl)
- Endorphin Machine (2007, 1 Band)
- Kozure Ōkami (子連れオオカミ, 2009, 1 Band)
- Ōkami no Ketsuzoku (オオカミの血族, 2010, 1 Band)
- Smoker (2011, 1 Band)
- 10 Dance! (seit 2011, 7 Bände)